# Jef Jurion
Armand Joseph "Jef" Jurion (* 24. únor 1937, Sint-Pieters-Leeuw) je bývalý belgický fotbalista. Hrával na pozici útočníka či záložníka.
Za belgickou reprezentaci odehrál 64 utkání, v nichž vstřelil 9 branek.
S klubem Anderlecht Brusel se stal devětkrát mistrem Belgie a jednou získal belgický pohár.
Dvakrát (1957, 1962) byl vyhlášen belgických fotbalistou roku (Soulier d'or/Gouden Schoen). V anketě hledající nejlepšího fotbalistu Evropy Zlatý míč skončil roku 1962 pátý, roku 1963 sedmnáctý a roku 1964 devatenáctý.